# تاریخ افغانستان (پیش از ماد)
تاریخ افغانستان (پیش از ماد) مربوط به زندگی انسان در سرزمین افغانستان از دوران پارینه‌سنگی تا ۲۰۰۰ پیش از میلاد است. این سرزمین یکی از مهم‌ترین مراکز بازرگانی عصر باستان به‌شمار می‌رفته‌است. از عصر پارینه‌سنگی و طی دوره‌های تاریخی، مردم این سرزمین جایگاه عمده‌ای در معرفی و گسترش ادیان جهانی و نقش مهمی در بازرگانی و دادوستد داشته و گهگاه کانون مسلط سیاسی و فرهنگی در آسیا بوده‌اند.  از افغانستان نیز به‌سبب موقعیت مهم و حساس ژئواستراتژیکی و ژئوپولیتیکی‌اش و حضور موزائیکی غنی از فرهنگ‌ها و تمدن‌های بزرگ در تاریخ هزاران سالهٔ این سرزمین به‌عنوان "چهارراهِ فرهنگ‌های باستان" یاد می‌شود.
دوران پیشاتاریخ، دورانی که به‌سبب نبود خط و کتابت در آن معلومات زیادی از آن در دسترس نیست و فرضیات دانشمندان از این دوره تنها بر آثار بدست‌آمده از کاوش‌های باستان‌شناسی و مطالعات زبان‌شناسی استوار است؛ این دوران از دورهٔ پارینه‌سنگی زیرین که در این دوره نخستین شواهد باستان‌شناسی از حضور انسان در شمال کوهپایه‌های هندوکُش در حدود ۱۰۰٫۰۰۰ پیش از میلاد بدست آمده، آغاز می‌شود و تا پایان عصر بُرُنز و عصر آهن در اوایل سدهٔ هفتم پیش از میلاد (پیدایش خط) را در بر می‌گیرد.

## دوران پارینه‌سنگی

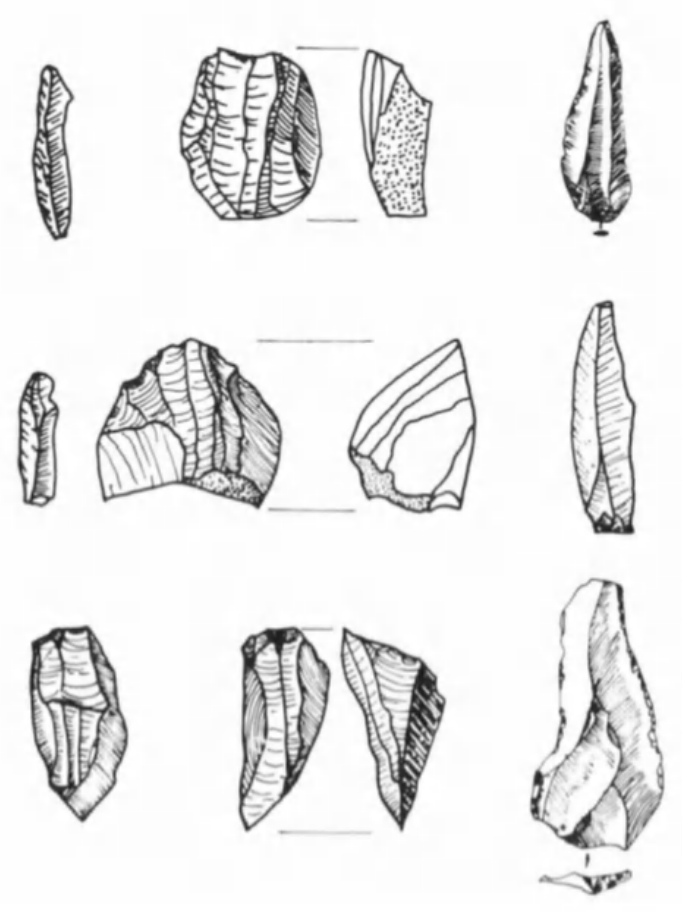
نگارهٔ ۱: ابزارهای سنگی شامل انواع تیغه‌های کوچک، متعلق به دورهٔ پارینه‌سنگی پایانی (۳۰٫۰۰۰ پیش از میلاد) که از قَرَه‌کَمَر در ولایت سمنگان، شمال افغانستان بدست آمده‌اند.

دوران پارینه‌سنگی یا عصر حجر (سنگ) کهن، نخستین، ابتدایی‌ترین و طولانی‌ترین مرحله زندگی انسان است؛ از دو میلیون و پانصد هزار تا دورهٔ نوسنگی (عصر حجر نو)، زمانی که انسان با کشاورزی آشنا شد، در حدود دوازده هزار سال پیش را در بر می‌گیرد. این دوران خود به سه زیر دوره تقسیم می‌گردد:
1. دورهٔ پارینه‌سنگی زیرین یا قدیم[پ ۲] یا دورهٔ دیرینه‌سنگی که از حدود دو میلون و پانصد هزار سال پیش شروع و تا یکصد هزار سال قبل ادامه پیدا می‌کند. در این دوره، گونه‌های اولیهٔ سردهٔ انسان (Homo) ظهور می‌کند، که از آتش استفاده می‌کرده و ابزار ساز بوده‌است. آثار دورهٔ پارینه‌سنگی زیرین در آفریقا، شرق مدیترانه و اروپا پیدا شده‌است.[۴]
2. دورهٔ پارینه‌سنگی میانی[پ ۳] یا دورهٔ میان‌سنگی-موسترین از حدود یکصد هزار سال قبل شروع و تا سی هزار سال پیش ادامه داشته‌است. انسان نئاندرتال در این دوره ظهور می‌کند. در این دوره، سنت ابزارسازی موسترین[پ ۴] پدیدار می‌شود که از ابزارهای پیشین پیشرفته‌تر است و شامل تراشه‌های سنگی، رنده‌ها، قلم‌ها، برمه‌ها (مته‌ها)، چاقوهای دسته‌دار و انواع تبر بوده‌است. در این دوره آیین تدفین وجود داشته‌است. انسان نئاندرتال به همراه متوفی ابزار، گُل و گِل اخرا دفن می‌کرده‌است. بر اساس نظریهٔ خروج از آفریقا و با توجه به شواهد ژنتیکی و فسیلی، انسان خردمند[پ ۵] در این دوره، حدود هفتاد هزار سال پیش از خاستگاهش در قاره آفریقا خارج می‌شود و از طریق تنگهٔ آبی باب‌المندب در قسمت جنوبی دریای سرخ به قارهٔ آسیا پا گذاشته و از آنجا به دیگر نقاط زمین مهاجرت می‌کند.[۵]
3. دوره پارینه‌سنگی پایانی[پ ۶]- از حدود پنجاه هزار سال پیش شروع و در ده هزار سال پیش پایان می‌گیرد. در این دوره انسان نئاندرتال از بین می‌رود و انسان خردمند در آسیای میانه پدیدار می‌گردد، و بدین‌ترتیب این منطقه را به یکی از قدیمی‌ترین منزلگاه‌های انسان تبدیل می‌کند.

### دوران پارینه‌سنگی افغانستان
فاصلهٔ زمانی زیاد، دیدگاهمان را راجع به پیدایش نخستین مردمان در افغانستان، که در تراس‌های رودخانه‌ها و غارهای زیستگردار و پناهگاه‌های صخره‌ای در شمال و شرق این کشور امروزی می‌زیستند تار می‌کند.
صدها ابزار سنگی در ساحه‌های متعدد در دشت و صحرا پراکنده شده‌اند - ابزاری چون ابزار کوارتزی متعلق به دورهٔ پارینه‌سنگی زیرین (تبرهای دستی، چاقوهای دسته‌دار و تراشه‌ها) با قدمتی بیش از ۱۰۰٫۰۰۰ ساله - گواهی است بر موجودیت فعالیت‌های منظم انسان در ابتدایی‌ترین بُرهه‌های تاریخی.
اسکلت انسان نِئاندِرتال در طی اواسط دههٔ هفتاد میلادی در درهٔ کور در بدخشان، و همچنین استخوان گیجگاهی بزرگی یافت شده‌اند که به عقیدهٔ دانشمندان می‌بایست متعلق به انسان امروزی با ویژگی‌های نئاندرتالی باشد.
لوئی دوپری، باستان‌شناس دانشگاه پنسیلوانیا راجع به کشف درهٔ کور می‌گوید:
شمال افغانستان شاید منطقه‌ای باشد که هوموساپینس‌های امروزی، یا دست کم گونه‌ای از انسان امروزی، از نظر فیزیکی و جسمانی تحول پیدا کرده و شروع به متحول کردن فناوری عصر حجر کردند.
 اما با حملهٔ شوروی به افغانستان در ۱۹۷۹ میلادی کاوش‌های باستان‌شناسی را که احتمالاً می‌توانست این فرضیهٔ شگفت‌انگیز را تأیید کند، متوقف ساخت.
در شمال افغانستان، از بلخ تا سرحد پاکستان، شواهدی روشن بر فرهنگ‌های عصر حجر، عصر نوسنگی و عصر بُرُنز اولیه موجود است. در یک پناهگاه صخره‌ای در قَره‌کَمَر، در ۱۴ مایلی شمال سمنگان ابزاری متعلق به عصر حجر با قدمتی حدود ۳۰٫۰۰۰ پیش از میلاد بدست آمده‌اند. (نگارهٔ ۱) بیشتر از ۲۰٫۰۰۰ ابزار سنگی بدست‌آمده از آق‌کُپرُک (در ولایت بلخ) آنچنان ماهرانه ساخته شده‌اند که باستان‌شناسان اغلب از سازندگان این ابزار در آق‌کُپرُک به عنوان «میکل‌آنجلوهای دورهٔ پارینه‌سنگی فوقانی» یاد می‌کنند.
آثار بدست‌آمده از آق‌کُپرُک متعلق به یک دورهٔ فرهنگی است که ۵۰۰۰ سال، از حدود ۲۰٫۰۰۰ تا ۱۵٫۰۰۰ سال پیش طول کشید. در دوره‌ای که هنرمندی ناشناس چهرهٔ یک مرد (یا یک زن؟) بر روی سنگ آهک کوچکی تراشیده - و یکی از نخستین ترسیم‌های چهرهٔ انسان ساخت دست است که به ما رسیده‌است. (نگارهٔ ۲)

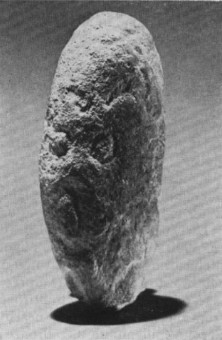
نگارهٔ ۲: سردیسی از انسان از آق‌کُپرُک، در ولایت بلخ، شمال افغانستان، پیرامون ۲۰٫۰۰۰ پیش از میلاد - نخستین ترسیم چهرهٔ انسان که تا اکنون در افغانستان کشف شده‌است.

اگرچه ترسیم‌هایی دیگر از استخوان و سفال در چکسلواکیا و فرانسه در دوره‌ای مشابه ساخته شده‌اند، اما بقایای حجاری‌های آق‌کُپرُک هنوز یکی از قدیمی‌ترین ترسیم‌های شناخته‌شده از چهرهٔ انسان است که تا به کنون کشف شده‌است. اما چرا این کنده‌کاری صورت گرفته؟ شاید پاسخ این پرسش را هرگز نیابیم.
دورهٔ پارینه‌سنگی زیرین افغانستان
ابزارهای مربوط به دورهٔ پارینه‌سنگی زیرین با قدمت بیش از ۱۰۰ هزار سال پیش در دشت ناوُر در غرب غزنی پیدا شده‌است. این ابزار شامل تعدادی ابزار سنگی ساخته شده از کوارتز است که شامل تراشه، ساطور، رنده، تیشه و تبر ابزار هستند. این آثار نخستین شواهد بدست‌آمده از دورهٔ پارینه‌سنگی زیرین در افغانستان هستند.
دورهٔ پارینه‌سنگی میانی افغانستان (۳۰٫۰۰۰–۵۰٫۰۰۰ پیش از میلاد):
آثار بدست‌آمده از درهٔ کور (کُر)، در غرب بدخشان، نخستین شواهد آشکار زیستگاه‌های انسان را در افغانستان نشان می‌دهد. طی کاوش‌هایی در درهٔ کور در سال ۱۹۴۴ توسط لوئی دوپری و همکارانش، ابزارهای موسترین و جمجمهٔ انسان نئاندرتال به‌دست آمده که مربوط به دورهٔ میان‌سنگی بوده و عمر آن را ۳۰ هزار سال پیش تخمین زده‌اند. از دیگر پایگاه‌های باستان‌شناسی مربوط به این دوره می‌توان از درهٔ چخماخ (در ولایت بلخ)، درهٔ دادِل (در ولایت بلخ)، دشت ناوُر (در ولایت غزنی)، غارِ مُرده‌گوسفند (در ولایت فاریاب)، حَیرَتان (در ولایت سمنگان)، قَرَه‌کَمَر (در ولایت سمنگان)، کِشم (در ولایت بدخشان)، سَرِ نمک (در ولایت سمنگان) و زَمبوکَن (در ولایت بلخ) نام برد.
دورهٔ پارینه‌سنگی فوقانی افغانستان (۱۰٫۰۰۰–۱۵٫۰۰۰ پیش از میلاد):
آثار بدست آمده از این دوره در آق‌کُپرُک (در ولایت بلخ)، درهٔ کلان (در ولایت سمنگان)، حَیرَتان (در ولایت سمنگان)، اسلام‌پنجه (در ولایت جوزجان)، کِلِفت (در ولایت بلخ)، کوک‌جَر (در ولایت سمنگان)، و سَرِ نمک (در ولایت سمنگان) یافت شده‌اند.
دورهٔ فراپارینه‌سنگی افغانستان (۸٫۰۰۰–۱۰٫۰۰۰ پیش از میلاد)
آثار بدست آمده از این دوره در آق‌کُپرُک (در ولایت بلخ)، باد آسیا؟ (در ولایت بدخشان)، بهارک؟ (در ولایت بدخشان)، برخَنِ زادیان (در ولایت بلخ)، درهٔ کلان (در ولایت سمنگان)، هزارسُم (در ولایت سمنگان)، قَرَه‌کَمَر (در ولایت سمنگان)، لَنگارکیش؟ (در ولایت بدخشان)، رحمان‌گُل (در ولایت بدخشان)، سَندوکتی (در ولایت جوزجان)، شاه‌تپه (در ولایت سمنگان)، سیاه‌ریگان (در ولایت سمنگان)، تاش‌گُذر (در ولایت فاریاب)، تاشقورغان (در ولایت سمنگان) و اوچ‌تپه (در ولایت بلخ) یافت شده‌اند.

## دورهٔ نوسنگی
(۴۰۰۰–۸۰۰۰ پیش از میلاد)
دورهٔ نوسنگی واپسین مرحلهٔ عصر حجر است و قبل از عصر فلزات یعنی عصر مس (Chalcolithic)، عصر بُرُنز (۴۰۰۰–۸۰۰۰ پیش از میلاد) و عصر آهن (۷۰۰–۱۵۰۰ پیش از میلاد) آغاز می‌گردد. در دورهٔ نوسنگی، در برخی نواحی خاور میانه، انسان در حدود ۱۱ هزار سال پیش، از مرحله جمع‌آوری و شکار به مرحله کشت و اهلی کردن برخی جانوران، انتقال یافت. به این خاطر دورهٔ نوسنگی را «عصر کشاورزی» نیز دانسته‌اند.
در سال ۱۹۶۵ دکتر لوئی دوپری در نتیجه کاوش‌های خود در آق‌کُپرُک، در جنوب مزار شریف و کنار بلخ‌آب، آثاری را به دست آورد که براساس شواهد اهلی‌ساختن حیوانات در این دوره، متعلق به دورهٔ نوسنگی است.
از دیگر پایگاه‌های باستان‌شناسی مربوط به دورهٔ نوسنگی می‌توان از چاش‌بابا (در ولایت جوزجان)، چیلیکِ قُل (در ولایت جوزجان)، چیلیکِ یَلدَش (در ولایت جوزجان)، چیلیکِ یاس‌خان (در ولایت جوزجان)، گورزیوان (در ولایت فاریاب)، هزارسُم (در ولایت سمنگان)، جَرقودوق (در ولایت جوزجان)، کَوک (در ولایت جوزجان)، خواجه دوکوه (در ولایت فاریاب)، خواجه دوکوه نو (در ولایت فاریاب)، کیلیفت (در ولایت بلخ)، لَیرو؟ (در ولایت زابل)، قاق (در ولایت فاریاب)، قاقِ نظارآغا (در ولایت فاریاب)، قره‌قُل (در ولایت جوزجان)، قَره‌تپه (در ولایت سمنگان)، قورقودوق (در ولایت جوزجان)، سَفَروال (در ولایت جوزجان) و سیدآباد (در ولایت جوزجان) نام برد.
زمین‌های کشاورزی با قدمتی ۲۰٫۰۰۰–۳۰٫۰۰۰ پیش از میلاد، که در هزار سُم و در کوهپایه‌های هندوکش یافت شده‌اند، این واقعیت را تأیید می‌کنند که شمال افغانستان یکی از نخستین جایگاه‌های حیوانات و گیاهان خانگی بوده‌است؛ و بعدها، روستاهای زراعی، با قدمتی ۵٫۰۰۰–۷٫۰۰۰ سال پیش از میلاد، در نزدیکی تپهٔ دِه‌مُراسی (پشتو: دِه‌مُراسی غوندَی) در ولایت قندهار، دورهٔ تحول انسان را نشان می‌دهد که روستاهایی با زمین‌های کشاورزی پدیدار شده و جایش را به شهرهای کوچک داده‌است. در این دوران، شواهدی از فرهنگ عصر بُرُنز به وفور پدیدار می‌شود.
در این دوره، در حدود ۷۰۰۰ سال پیش از میلاد، دهقانان و چوپانانی در جلگه‌های حاصلخیز پیرامون هندوکُش زندگی می‌کردند. این مردمان صنعت ابتدائی خانه‌سازی با خشت خام و سفالگری را با خود به همراه آوردند و بعدها، در عصر مس (Chalcolithic)، از فروش لاجورد (Lapis lazuli) که در سواحل و بستر رودخانه‌ها می‌یافتند و تجارت آن به کشورهای اولیه باختری از طریق فلات ایران و میان‌رودان ثروتمند می‌شدند.

## عصر بُرُنز

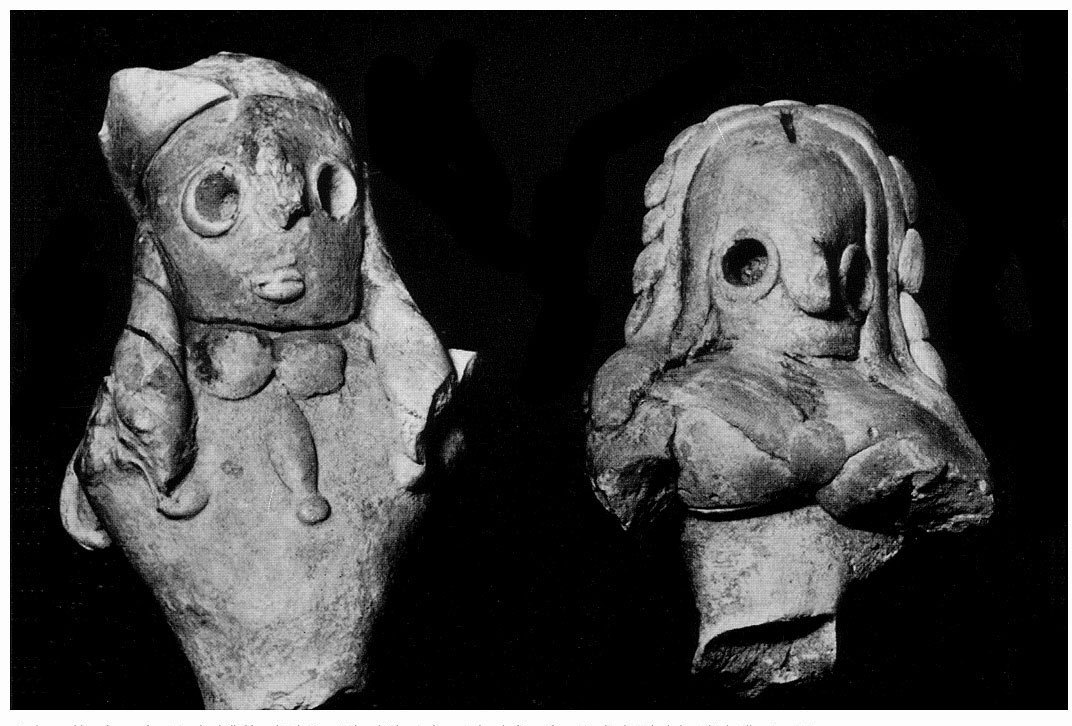
نگارهٔ ۳: تندیس‌های ایزدبانوان مادر از مُندیگَک (چپ) و تپهٔ دِه‌مُراسی (راست)، گِل پُخته، ولایت قندهار، هزارهٔ سوم پیش از میلاد.

(عصر برنز: ۱۵۰۰–۴۰۰۰ ق. م.)

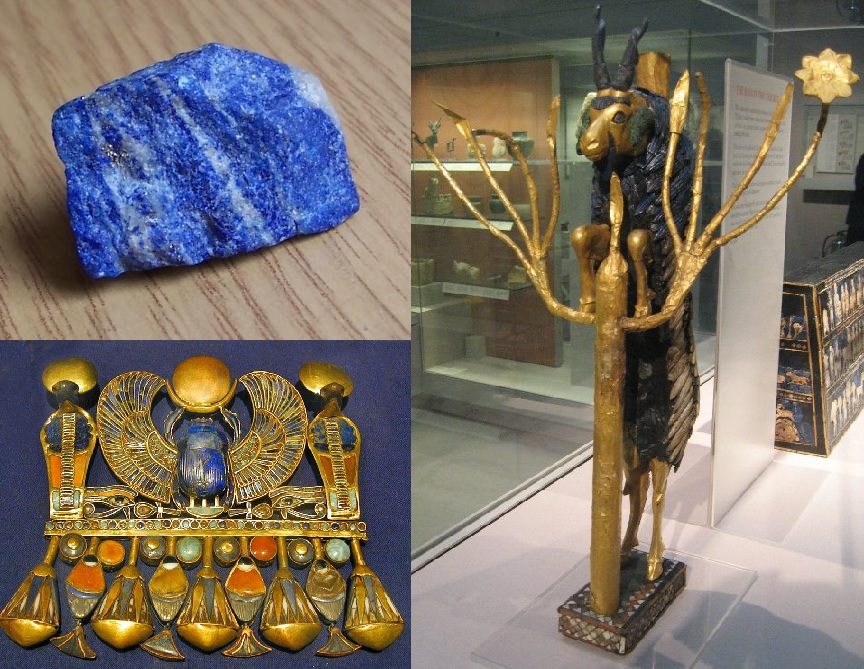
نگارهٔ ۴: سنگ لاجوَرد (لاتین: Lapis lazuli) نوعی سنگ قیمتی آبی‌رنگ است که تنها در افغانستان یافت می‌شود ولی از هزاران سال پیش در جهان خواهان زیادی داشته‌است. این سنگ در جواهرات فراعنهٔ مصر باستان، هنر خاور نزدیک باستان و تا هنر رنسانسِ ایتالیا به چشم می‌خورد. وجود ده‌ها تُن سنگ لاجورد بکار رفته در گنجینه‌های شاهان میان‌رودان (بین‌النهرین) و فراعنهٔ مصر باستان نشان‌دهندهٔ این واقعیت است که این سنگ قیمتی در آن عصر در اوج مُد بوده و نیاکان باشندگان افغانستان در تجارت و بازرگانی در عصر بُرُنز نقش پویایی داشتند. همچنین ضرورت انتقال این همه سنگ لاجورد از افغانستان به خاور نزدیک و مصر گواه بر موجودیت امکانات و تأسیسات پیشرفتهٔ بین راهی در آن عصر است.
سمت چپ، بالا: نمونه‌ای از سنگ لاجوَرد.
سمت چپ، پایین: لاجورد بکار رفته در یکی از زیورآلات توت‌عنخ‌آمون، یکی از فراعنهٔ مقتدر مصر باستان، ۱۳۵۲–۱۳۶۱ پیش از میلاد.
سمت راست: لاجوَردِ بکار رفته در «قوچ در یک بیشه»، بدست‌آمده از مقبره‌های شاهی شهر باستانی اور، میان‌رودان (بین‌النهرین) باستان، عراق امروزی، ۲۵۰۰–۲۶۰۰ پیش از میلاد.

فرهنگ عصر بُرُنز (عصر مِفرَغ) اولیه در شمال و شرق افغانستان پدید آمد. در عصر برنز سه تمدن باختر-مرو (که گاه 'تمدن آمودریا' نامیده می‌شود)، درهٔ سِند و جیرُفت (تمدنی نیاعیلامی) در افغانستان تأثیرگذار بودند. (نقشهٔ ذیل را ببینید). نخستین شواهد واقعی شهری‌سازی در تپهٔ دِه‌مُراسی (پشتو: دِه‌مُراسی غوندَی) و مندیگَک (در نزدیکی قندهار امروزی) پدیدار گشت، که پایتخت‌های محلی تمدن دره سند بودند. اقتصاد بر اساس گندم، جو، دامداری و معدن‌کاری استوار بود. سنگ لاجوَرد که در گورهای پادشاهان اور در جنوب عراق، پیرامون ۲۵۰۰–۲۶۰۰ پیش از میلاد، بکار رفته بود از بدخشان در شمال‌شرق افغانستان در همان دوره استخراج شده بود. همچنین شبکهٔ راه زمینی بازرگانی دوربردی با میان‌رودان (بین‌النهرین) و مصر ایجاد شده بود.
با اینکه بسیاری از آثار ساحه‌های چون دشت دَشلی به غارت رفته، آثار بسیار زیاد دیگری نیز کشف شده، و آثار بیشتری انتظار می‌رود در این ساحه‌ها پیدا شوند.
در طی جستجوهای باستان‌شناسان برای یافتن تمدن، آن‌ها در مُندیگک (در نزدیکی قندهار امروزی) شواهدی از یک شهر واقعی پیدا کردند، و شواهدی از بناها و اشیائی که شهرهای واقعی برجای می‌مانند: بناهای مذهبی و آثار هنری حجاری‌شده و نقاشی شده.
در مندیگک، باستان‌شناسان بنای ستون‌دار بزرگی متعلق به هزارهٔ سوم پیش از میلاد کشف کردند که درگاهش با خط سرخ ترسیم شده بود، و احتمالاً برای اهداف مذهبی بنا شده بود. در تپهٔ دِه‌مُراسی، باستان‌شناسان مجموعه‌ای از یک زیارتگاه را پیدا کردند که حاوی اشیایی بود متعلق به مراسم مذهبی همچون شاخ‌های بُز، یک کاسه، مُهر مِسی، لولهٔ مسی توخالی، جام کوچکی از سنگ مرمر، و یک تندیس سفال‌گری‌شده و کنده‌کاری‌شده از یک ایزدبانوی مادر (نگارهٔ ۳) و تندیسی که نشانهٔ فراوانی بوده و مشابه تندیس‌هایی بود که در مندیگک نیز یافت شده بودند.
عاقبت تپهٔ دِه‌مُراسی در حدود ۱۵۰۰ پیش از میلاد متروکه شد، شاید به دلیل تغییر مسیر رودخانه به‌سوی غرب که تپهٔ دِه‌مُراسی آنجا بنا شده بود. مندیگک برای ۵۰۰ سال دیگر نیز دوام پیدا کرد. دو هجوم پیاپی قومی کوچ‌نشین از سوی شمال باشندگان این ساحه‌ها را بعد از ۲۰۰۰ سال زیست مداومشان در این شهر مجبور به ترک آن شدند.
زمانیکه باستان‌شناسان در افغانستان تمدن‌های باستانی را در مندیگک و دِه‌مُراسی کاوش می‌کردند، نزدیک به سه هزار کیلومتر آنطرفتر در غرب، در شهر باستانی اور در جنوب عراق، یک تیم دیگر از باستان‌شناسان زمانی که جواهر و آثار کشف‌شدهٔ دیگر یافت‌شده از مقبره‌های شاهی (حدود ۲۴۰۰ پیش از میلاد) را مطالعه می‌کردند، به آثار چشمگیر دیگری برخوردند.
بیش از بیست هزار مُهره‌های ساخته‌شده از سنگ لاجوَرد از مقبره‌های شاهی بیرون کشیده شده بودند که همگی دقیقاً ترکیب معدنی یکسانی داشتند؛ بدین معنا که همگی از یک معدن استخراج شده بودند. در واقع، پس از بررسی‌های گسترده، به این نتیجه رسیدند که تقریباً هر یک از این لاجوردهای بکاررفته در جواهرات شاهانِ خاور نزدیک باستان (نگارهٔ ۴) - که هزاران کیلو سنگ لاجوَرد بود - همگی از یک رشته‌کوه آمده بودند، معدن سرِ سنگ در اعماق هندوکش افغانستان.
انتقال این همه سنگ لاجورد از افغانستان تا میان‌رودان (بین‌النهرین)، و حتی تا مصر (جایی که این سنگ آبی‌رنگ به عنوان اوج مُد انگاشته می‌شد)، و حمل اجناس قیمتی از آنطرف (همچون طلا، مس، سنگ‌های قیمتی، چوب و حیوانات غیر بومی) بدون تدارکات لجستیکی پیشرفته و مجموعه‌ای از امکانات و تأسیسات بین راهی امکان نداشت.
همان‌طور که شواهد باستان‌شناسی نشان می‌دهد، تمدن دوران هزارهٔ چهارم و سوم پیش از میلاد هیچ خلأئی را در پهناوری دنیای ارتباطی و تجاری که میان‌رودان را با هند و چین وصل می‌کرده، باقی نگذاشته‌است.
در ۴۰۰۰ پیش از میلاد، شکل‌های اولیه از زندگی شهری با فرهنگ‌های خاص در بازه‌های زمانی منظم رونق پیدا کرد، که نمونهٔ آن جاپاهای سنگی، در سرتاسر آسیای میانه است؛ بنابراین لاجوَردی که از معادن سرِ سنگ در افغانستان به شهرهای بزرگی چون اور در ۲۴۰۰ پیش از میلاد می‌رسید و در امتداد راه‌های تجاری حمل می‌شد، مبادلهٔ آن هزاران سال پیش از آن فعال بوده‌است.
برعکس تمدن‌های میان‌رودان، مصر یا درهٔ سند، در تمدن‌های آسیای میانه، رودهای برتری برای تمرکز دادنِ مردم، منابع و مبادلات در مسیر کوه تا اقیانوس وجود نداشت. با این وجود، آمیزشی بزرگ از مردمان متنوع و جوامع مستقل در این سرزمین‌های دورافتاده برخاستند - یک شهرنشینی ناپیوسته که در آن کمبود آب و شرایط اقلیمی سخت معمول بوده‌است.
آثار بدست آمده از عصر بُرُنز در افغانستان (۱۵۰۰–۴۰۰۰ پیش از میلاد) در اکرم‌قلعه (در ولایت هلمند)، علی‌آباد (در ولایت کُندوز)، آق‌کُپرُک (در ولایت بلخ)، اَرَنجی (در ولایت جوزجان)، اَیَتان‌تپه (در ولایت سمنگان)، باد سه‌غوندَی (در ولایت قندهار)، باغِ پول‌غوندی (در ولایت قندهار)، بَرَگ‌توت (در ولایت فراه)، باسیز (در ولایت کُندوز)، بوئینه‌قره (در ولایت بلخ)، چادُرتپه (در ولایت بلخ)، چارسنگ‌تپه (در ولایت قندهار)، چولِ آبدان (در ولایت کُندوز)، دَم (در ولایت نیمروز)، درهٔ کور (در ولایت بدخشان)، دَشلی ۱ (در ولایت جوزجان)، دشلی ۳ (در ولایت جوزجان)، دشلی شرقی (در ولایت جوزجان)، دشلی جنوبی (در ولایت جوزجان)، تپهٔ دِه‌مُراسی (در ولایت قندهار)، ده نو (در ولایت سمنگان)، فرخ‌آباد (در ولایت بلخ)، گردان‌ریگ (در ولایت نیمروز)، هیردای‌تپه (در ولایت فاریاب)، قندهار، خوش‌بای (در ولایت تخار)، خوش‌تپه (تپه فُلول) (در ولایت بغلان)، کهنه قلعه طالقان (در ولایت تخار)، لَیرو (در ولایت زابل)، مُندیگَک (در ولایت قندهار)، مُندی‌حصار (در ولایت قندهار)، قونسای (در ولایت کُندوز)، قورغان‌تپه (در ولایت تخار)، سعید قلعه‌تپه (در ولایت قندهار)، سسماق (در ولایت تخار)، شهر صفا (در ولایت زابل)، شیرآباد (در ولایت سمنگان)، شورتوغَی (در ولایت تخار)، سیاه‌ریگان (در ولایت سمنگان)، اِسپیروَن (در ولایت قندهار)، تیکَر (در ولایت فاریاب) و اورته‌بُز (در ولایت تخار) یافت شده‌اند. (نقشهٔ بالا را ببینید)
فرهنگ‌های عصر برنز تأثیرگذار در افغانستان و فرهنگ‌های مرتبط با آن در منطقه
پایگاه باستان‌شناسی ■
شهر امروزی ◉
توجه: برای مشاهدهٔ موقعیت صحیح این پایگاه‌ها از تفکیک‌پذیری (resolution) ابعاد ۱۹۲۰ در ۱۰۸۰ و زوم %۱۰۰ در صفحهٔ نمایشگر خود استفاده کنید.

## مهاجرت هندوآریایی‌ها و تمدن باختر-مَرو

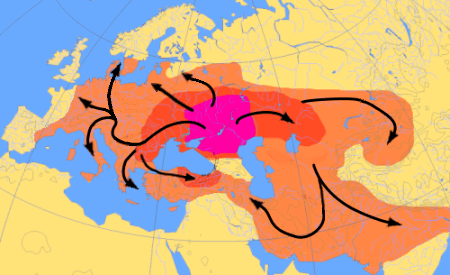
نگارهٔ ۵: نقشهٔ مهاجرت‌های هندواروپائیان در حدود شش تا سه هزار سال پیش از دیدگاه مُدل کورگان (Kurgan)

بعد از ۲۴۰۰ پیش از میلاد، رشد جوامع شهرنشین در آسیای میانه به‌شدت به چالش کشیده شد. در طی یک مدت‌زمان ۳۰۰ ساله، هیچ‌کدام از مراکز عمده‌ای که در نیمهٔ اول هزارهٔ سوم پیش از میلاد به وجود آمده بودند، دیگر دارای سکنه نبودند. دلایل دقیق برای این «فروپاشی مدنی» همچنان یک راز مانده‌است. با اینحال در اواخر هزارهٔ سوم پیش از میلاد، در شمال افغانستان و جنوب ترکمنستان و ازبکستان، مجموعه‌ای از وقایع منجر به ظهور شهرها و زیستگاه‌هایی شد که از آن پس می‌رفت تا تأثیر عمده‌ای برجای بگذارد.
شمار زیادی از مهاجمان و مهاجران کوچ‌نشین، مردمان دامدار بدون شهر که سوار بر اسب یا با ارابه سفر می‌کردند، و از قبل بنام آریایی‌ها (برگرفته از واژهٔ سانسکریت، به معنای «مردمان نجیب و شریف») شناخته می‌شدند، از منطقهٔ دریای مازندران به‌سوی جنوب مهاجرت کرده و از آمودریا (Oxus) گذشته و طی اوایل هزارهٔ دوم (حدود ۱۷۰۰ پیش از میلاد) وارد افغانستان امروزی شدند. (نگارهٔ ۵)
هیچ گونه آثار هم‌عصر با سفر آریایی‌ها یافت نشده‌است. اما نظر به افسانه‌ها، آریایی‌ها همزمان با مهاجرتشان سروده‌هایی سروده‌اند که دهان به دهان از یک نسل از موبدان (روحانیون) به نسلی دیگر منتقل می‌شده تا اینکه در حدود ۱۲۰۰ پیش از میلاد، زمانی که این سروده‌ها در مجموعه‌ای چند جلدی جمع‌آوری شد که بنام ریگ‌وِدا (۱۱۰۰–۱۷۰۰ ق. م) مشهور است.
این نوشته‌ها، راجع به قومی هستند، که قرن‌ها پیش از آن، از هندوکش برخاسته و در ۱۵۰۰ پیش از میلاد از رود کوبها، یا رود کابل، گذشتند (نگارهٔ ۶) و بدین‌ترتیب تقریباً می‌توان سفر این کوچ‌نشینان را که وسعت آسیای میانه را پشت سر می‌گذاشتند، تجسم کرد.
اقوام آریایی از آسیای میانه ('مهاجرت آریایی‌ها') به شمال و غرب افغانستان رسیدند؛ برخی از آن‌ها در این مناطق مستقر شدند و بقیه بطرف شرق بسوی شمال هند و غرب بسوی فلات ایران رهسپار شدند. شواهد نخستین زیستگاه کوچ‌نشینان عصر آهن در آق‌کُپرُک ۴ (Aq Kupruk IV) یافت شده‌است. مردمان آریایی به شکل قبیله‌های کوچک در مناطق شرقی فلات ایران (شامل افغانستان امروزی)، در مغرب فلات پامیر و در شمال کوه‌های هندوکش می‌زیستند. اینان زبان و آداب و رسوم مشترکی داشتند. در دوران باستان، اقوام هندی و ایرانی (آنان که به زبان‌های هندوایرانی سخن می‌گفتند) خود را «آریایی» می‌نامیدند. نمونهٔ این اشاره‌ها را می‌توان در اوستا، سنگ‌نبشته‌های هخامنشی و متن‌های کهن هندو (مانند ریگ‌ودا) دید.
با رشد و رونق کشتزارها و روستاها مردمان ساکن جلگه‌های حاصلخیز پیرامون هندوکُش بتدریج شیوه‌های ابتدائی آبیاری را ابداع کردند که به آن‌ها اجازه می‌داد تا به کشت غلات در دشت‌های شمالی افغانستان روی آورند. این مناطق شمالی همان سرزمین باختر است که بعدها در نوشته‌های غربی بنام «باکتریا» (Bactria) یاد می‌شود. در سرزمین باختر مجموعه‌ای از واحه‌های مصنوعی دلتامانند توسط سیستم‌های گسترده آبیاری در ۴۰۰۰ سال پیش پدید آمد. باشندگان این آبادی‌ها زیستگاهایشان را در برابر مهاجمان مستحکم می‌کردند. شیوهٔ معماری که امروزه هنوز در شمال افغانستان مورد استفاده‌است. می‌نماید که فرهنگ این مردمان باشنده در واحه‌ها با فرهنگ همسایگان میان‌رودانیشان (بین‌النهرین) مشترکاتی داشته، از قبیل: صنعتگری هنرمندانه، وجود طبقهٔ نخبگان و رسوم همگانی پیچیده.
با این وجود، به دلیل فقدان خط و نوشتار در این تمدن، نام بومی تمدن آن‌ها مشخص نیست. محققان امروزه این تمدن گمنام را «مجموعهٔ باستان‌شناسیِ بلخ-مرو» (BMAC)، یا «تمدن آمودریا» (Oxus Civilization) می‌نامند. مدرک علمی بر موجودیت تمدنی پیشرفته در شمال افغانستان با قدمتی در حدود ۱۸۰۰–۲۱۰۰ پیش از میلاد از حفریات در بیشتر از دوازده ساحهٔ باستان‌شناسی در طی دههٔ هفتاد میلادی در BMAC بدست آمد. گنجینهٔ تپه فُلول در شمال افغانستان آثار بجای مانده از این تمدن است و نشان می‌دهد که مردم افغانستان در عصر بُرُنز در تجارت جهانی آن زمان سهیم بودند.

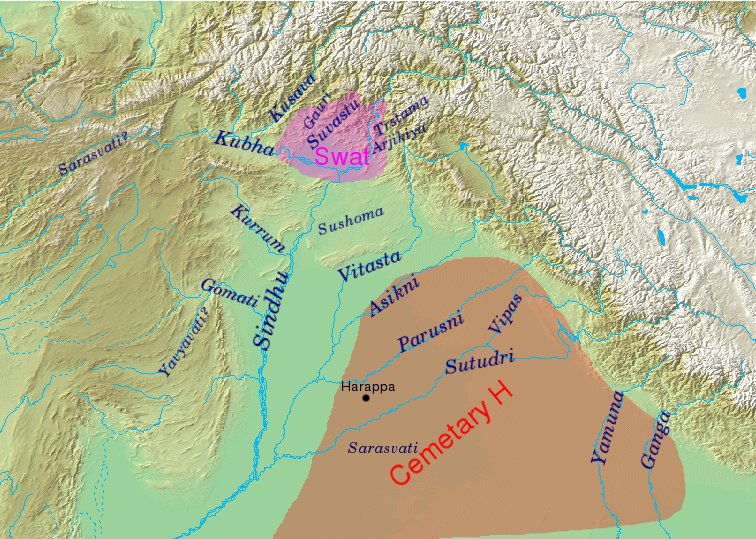
نگارهٔ ۶: جغرافیای ریگ‌ودا، با نام 'هفت رود'، که درهٔ رود کابل را که در نقشه بنام 'کوبها' (Kubha) دیده می‌شود، در برمی‌گیرد.

تمدن آمودریا در فاصله زمانی ۲۲۰۰ پیش از میلاد تا ۱۸۰۰ پیش از میلاد به سرزمین‌های شرقی گسترش می‌یابد و به کرانه‌های غربی رود سند رسیده و تمدن دره سند آنجا را منقرض می‌کند. گمان می‌رود، با افزایش تعداد اعضا، این مردمان ناچار به مهاجرت شدند و به نواحی شرق و غرب و جنوب سرزمین اصلی خود کوچ کردند. دلیل اصلی مهاجرت آن‌ها مشخص نیست، اما به نظر می‌رسد دشوار شدن شرایط آب و هوایی و کمبود چراگاه‌ها، از دلایل آن باشد.
پیرامون ۱۱۰۰–۱۷۰۰ پیش از میلاد: ریگ‌وِدا یکی از کهن‌ترین متون شناخته‌شده به یک زبان هندواروپایی، در دوره ودایی که ایرانیان و هندیان با هم می‌زیستند، در سَپته سِندو (Sapta Sindhu) ('سرزمین هفت رود')، که احتمالاً پنجاب یا درهٔ کابل باشد، نگاشته شد.
پیرامون ۱۳۵۰ پیش از میلاد: مهاجرت دسته‌هایی از اقوام ایرانی از مجموعهٔ باستان‌شناسیِ بلخ-مرو (BMAC) به‌سوی فلات ایران و غرب ایران.
پیرامون ۱۱۰۰–۵۵۰ پیش از میلاد: زرتشت یک آیین یکتاپرستی - مَزدَیَسنا - را در بلخ (Bactra) معرفی می‌کند که در سرتاسر فلات ایران منتشر می‌شود. از دیدگاه افسانوی (که در شاهنامه فردوسی در حدود سال ۱۰۰۰ میلادی آمده)، زرتشت در بلخ بدست یک تورانی بقتل می‌رسد. تورانیان یکی از چندین اقوام کوچ‌نشینی هستند که بین سال‌های ۱۱۰۰ و ۵۵۰ پیش از میلاد به شمال افغانستان یورش آوردند، یا در آنجا ماندند یا از آنجا گذر کردند. (تاریخ زرتشت مورد بحث است و از حدود ۱۲۰۰ تا حدود ۶۰۰ پیش از میلاد تخمین زده می‌شود)
قراری که از روی اوستا معلوم می‌شود، باشندگان بومی افغانستان و سرزمین‌های مجاور که خود را «آریایی» می‌نامیدند بخاطر سرما و کمبود چراگاه‌ها مجبور به مهاجرت به سرزمین‌های دیگر در گوشه و کنار افغانستان و سرزمین‌های مجاور می‌شوند. نسک‌های وَندیداد و یَشت از اوستا به محدودهٔ جغرافیایی اشاره دارد که نخستین منزلگاه‌های آریاییان را تشکیل می‌دادند و حدود آن سرزمین‌های شرقی فلات ایران تا سرحد ایران باستان و هند باستان بوده‌است.

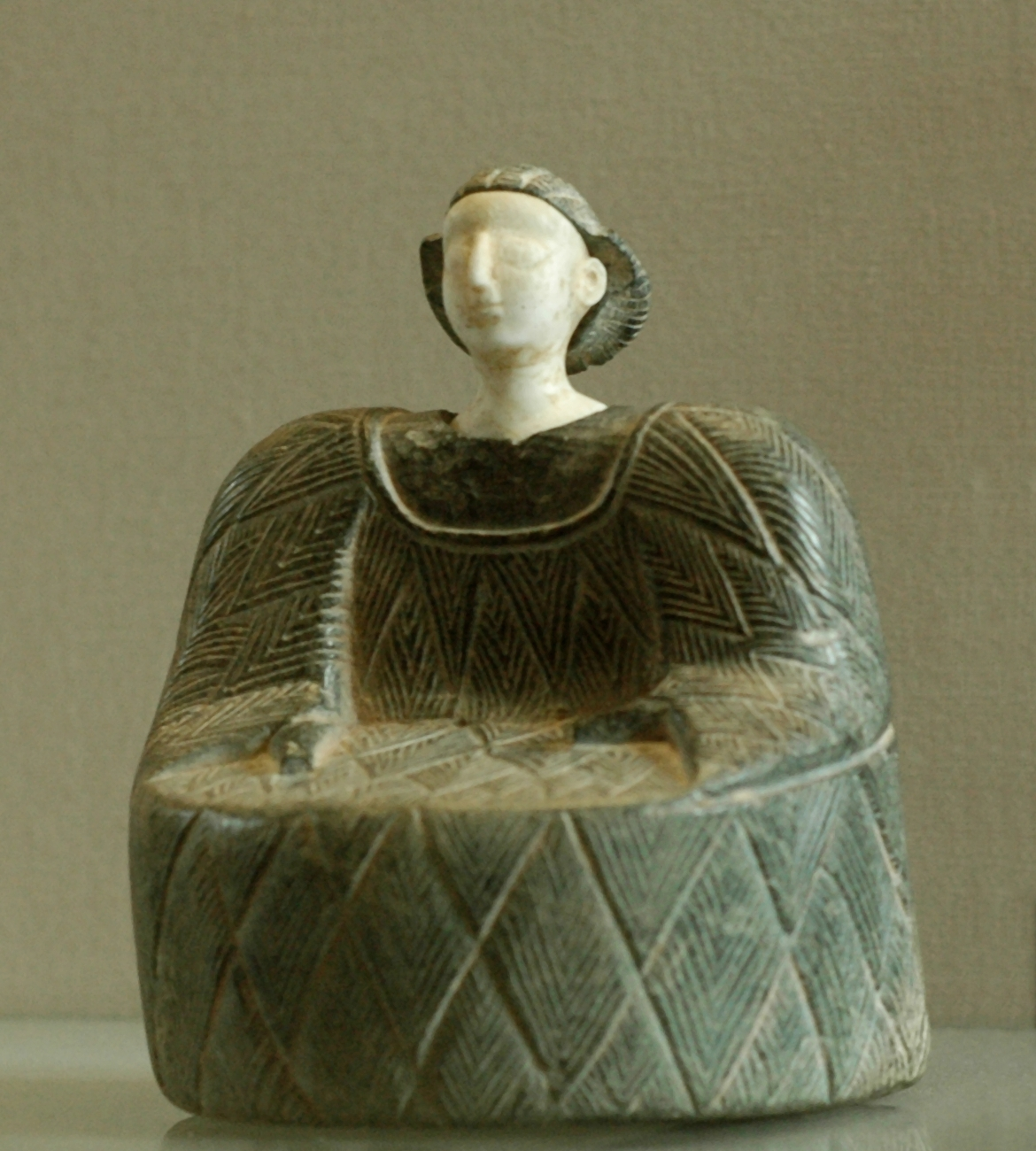
پیکرهٔ زنی مشهور به «شاهدخت باختری» با لباس کاوناکِس (Kaunakes)، بدست‌آمده از مجموعهٔ باستان‌شناسیِ بلخ-مرو (BMAC) یا «تمدن آمودریا»، سرزمین باستانی باختر در شمال افغانستان، هزارهٔ دوم پیش از میلاد، موزیم لوور در پاریس

در این میان فَرگَرد یکم وندیداد به فهرستی از شانزده سرزمین آفریدهٔ اهوره مزدا اشاره دارد که انگره‌مَینیو دربرابر آفرینش اهوره مزدا دست به آفرینش مخرب می‌زند. این فهرست عبارت است از:
1. اَیریانَه وَئِجَه* = زادگاه زرتشت (در حدود ۱۰۰۰ پیش از میلاد) و آیین مَزدَیَسنا، در مجاورت سرزمین‌های سُغد، مَرو و بلخ،... که بلافاصله بعد از آن آمده‌اند؛[۱۷][۱۸]*
2. گَه‌وَه = سرزمین سُغد؛
3. مُوئورو = سرزمین مَرو؛
4. باخذی = سرزمین بلخ؛
5. نیسایه = سرزمینی مابین مرو و بلخ، احتمالاً میمنه؛[۱۹]
6. هَرویوه = سرزمین هرات؛
7. وَئِکِرِتَه = سرزمین گندهارا؛[۲۰]
8. اوروا = احتمالاً منطقهٔ غزنی؛[۲۱]
9. خنِنته = سرزمینی که از آن زیستگاه مردمان «وَرکانه» یاد شده، جایی که مارکوارت زیستگاه بارکانی‌های (Barkánioi) اِستزیاس (Ctesias) می‌داند،[۲۲] قومی که با واژهٔ پارسی باستانی ورکانه مشابهت دارد، باشندگان هیرکانیا، گرگان امروزی، یا به احتمال کمتر، هیرکانیا؛[۲۳]
10. هَرَخوَیتی = سرزمین رُخَج (قندهار)؛
11. هَئِتومَنت = منطقهٔ هلمند که کم و بیش با استان زَرَنک هخامنشیان مطابقت دارد؛[۲۴]
12. رَغَه = سرزمینی در شمال هَرَخوَیتی و هَئِتومَنت در مسیر سرزمین چَخرَه؛[۲۵] با توجه به موقعیت آن در فهرست[۲۶] باید از سرزمین رگا (Ragā) دورهٔ ماد و احتمالاً همچنین از سرزمین رغا زَرَتُشتری- (Raγa zaraθuštri-) یشت‌ها ۱۹٫۱۸ متمایز شود؛[۲۷]
13. چَخرَه = سرزمینی مابین غزنی و کابل؛[۲۸] نه مازندران، آنطور که کریستِنسِن می‌پنداشت؛[۲۹]
14. وَرِنَه = منطقهٔ بونیر،[۳۰] ورنوی ماهامایوری، آئورنوس اسکندر مقدونی، زیستگاه فریدون (Fereydun|FerΘraētaona/Frēdōn/Afrīḏūn);[۳۱]
15. هَپته هِندو = «هفت رود»، همان سرزمین سَپته سِندَوَه در جغرافیای ودائی، شمال شرقی منطقهٔ پنجاب؛[۳۲]
16. رَنها = همان سرزمین رَسا در جغرافیای ودائی، در پاره‌ای از نوشته‌ها همراه با «کوبها» (کابل) و «کرومو» (کُرَم) آمده‌است،[۳۳] رودخانه‌ای در منطقه‌ای کوهستانی،[۳۴] احتمالاً با رود سند مرتبط بوده، نه با سیردریا و نه با رود وُلگا؛[۳۵]

اگر بخش نخست وندیداد با اشاره‌های یَشت‌ها به جغرافیای زیستگاه مردم اوستایی مقایسه شود، ملاحظه می‌شود که رشته‌کوه هندوکش در مرکز جغرافیای اوستا قرار می‌گیرد. حدود غربی جغرافیای اوستا را سرزمین‌های مرو، هرات و زرنگ، و حدود شرقی آن را مناطق سرحدی مانند گنداره، بونیر و سرزمین «هفت رود» تشکیل می‌دهند. سُغد و احتمالاً خوارزم حدود شمالی آن و سرزمین‌های سیستان و بلوچستان حدود جنوبی آن را تعیین می‌کنند. بدین ترتیب افغانستان امروزی قلب جغرافیای اوستا را تشکیل می‌داده‌است. گفتنی است که برخی از مورخان یونان باستان همچون اراتُستِن و استرابون از مجموعه سرزمین‌هایی بنام «آریانِه» (یونانی: Αρειανή، به لاتین: «آریانا» / Ariana) یاد کرده‌اند که مابین سرزمین‌های پارس باستان و هند باستان بوده‌است، و کشور افغانستان امروزی را در بر می‌گرفته‌است.